# Марченко, Александр Иванович
Алекса́ндр Ива́нович Ма́рченко (18 августа 1918, с. Таврово, Курская губерния — 18 августа 1982, Белгород) — Герой Социалистического Труда, заместитель директора совхоза «Комсомолец» Белгородского района Белгородской области.

## Биография
Родился 18 августа 1918 года в селе Таврово (ныне Белгородского района Белгородской области) в семье крестьян. Учился в местной школе, затем на полеводческих курсах в селе Кошары.
Работал механизатором, секретарём сельсовета.
В 1939 году был призван на службу в Красную Армию. Проходил службу в 993 зенитно- артиллерийском фокшанском полку в звании старшего сержанта на должности старшина 4-й батареи.
Участие в походах: В составе 296 стр. дивизии 1. Южный фронт август 1941 — август 1942. Был в окружении и проживал на оккупированной территории с августа 1942 по февраль 1943.
В составе 993 ЗАФП:
1. Воронежский фронт с июня 1943 по август 1943.
2. Первый Украинский фронт с августа 1943 по февраль 1944.
3. Второй Украинский фронт с февраля 1944 по ноябрь 1944.
4. Третий Украинский фронт ноябрь 1944 по май 1945.
Участвовал в боях по прикрытию наземных войск 40 армии Воронежского, 1-го Украинского фронта от ВВС противника по периодам:
1. Белгородское направление июль 1943 года.
2. Томаровка, Борисовка, Лебедин, Лохвица, Пирятин, Яготин, Переяслов-Хмельницкий август 1943.
3. Форсирование Днепра и расширение плацдарма на правом берегу Днепра сентябрь — ноябрь 1943.
4. Васильков, Белая-Церковь декабрь 1943 — январь 1944.
5. Уманское направление январь 1944 год.
Участвовал в боях с немецкими захватчиками в 1944:
1. Город Гайсин март 1944.
2. Могилёв-Подольский, Лядово и форсирование реки Днестр апрель 1944.
3. Район Лишкани и форсирование реки Прут апрель 1944.
4. Город Боташани Румыния апрель 1944.
5. Форсирование реки Сирет район Лижень и Лиспези апрель 1944 года.
```
 Продолжает путь и участвует в боевых действиях с немецкими захватчиками на территории Румынии в составе 27-й Армии. Освобождает город Яссы 20 августа 1944. Город Васлуй август 1944. С сентября 1944 по ноябрь 1944 Участвовал в боевых действиях с немецкими захватчиками на территории Румынии и Венгрии. Участвовал в боях по окружению Будапешта, по уничтожению немецких войск окруженных в городе Будапеште и овладели городом Будапешт в период с декабря 1944 по февраль 1945 года. 
```

Участвовал в боях с немецкими захватчиками за овладение городами:
1. Город Веспрем (Венгрия) март 1945 года.
2. Заласенград март 1945 года.
3. Залаэгерсег март 1945 года.
4. Сен- Готард март 1945 года.
5. Фюрстенфельд (Австрия) апрель 1945 года.
Возвратившись домой, стал бригадиром отделения плодоовощного совхоза «Комсомолец». Благодаря Марченко и его соратникам впервые в районе здесь внедрили научно обоснованную систему повышения плодородия почвы. Хозяйство стало школой передового опыта. Совхоз постоянно перевыполнял планы производства и продажи государству всех видов продукции. В 1965 году был получен отменный урожай фруктов и ягод. Каждый гектар дал по 36 центнеров озимой пшеницы, 42 — ячменя, 128 — огурцов, 448 — моркови, 528 — капусты. За эти достижения многие рабочие, руководители и специалисты хозяйства были награждены орденами и медалями, а А. И. Марченко был удостоен звания Героя Социалистического Труда.
Последние годы Александр Иванович работал заместителем директора совхоза «Комсомолец».
Умер 18 августа 1982 года, похоронен на сельском кладбище в Таврово.

## Имел ряд благодарностей
1. Благодарность Верховного Главнокомандующего «За отличные боевые действия, как участнику ликвидации летнего немецкого наступления на Белгородском направлении». Приказ от 24.07.43
2. Благодарность Верховного Главнокомандующего Маршала Советского Союза Сталина «За отличные наступательные действия, как участнику освобождения Белгорода». Приказ от 5.08.1943 года.
3. Благодарность Верховного Главнокомандующего Маршала Советского Союза Сталина «За отличные боевые действия, как участнику за овладение городом Сквыра». Приказ от 20.12.1943 года.
4. Благодарность Верховного Главнокомандующего Маршала Советского Союза Сталина «За отличные боевые действия как участнику за овладение городом Белая-Церковь». Приказ от 4.04.1944 года.
5. Благодарность Верховного Главнокомандующего Маршала Советского Союза Сталина «За прорыв обороны противника и форсирование реки Дунай в районе Эрчи в декабре 1944 года». Приказ от 9.12.1944 года. № 0216
6. Благодарность Верховного Главнокомандующего Маршала Советского Союза Сталина «За овладение городом Будапештом». Приказ от 13.02.1945 года. № 277
7. Благодарность Верховного Главнокомандующего Маршала Советского Союза Сталина «За овладение городом Секешфехервар, Веспрем». Приказ от 24.03.1945 года.

## Награды
- 30 апреля 1966 года Указом Президиума Верховного Совета СССР Марченко Александру Ивановичу было присвоено почётное звание Героя Социалистического Труда с вручением ордена Ленина и Золотой медали «Серп и Молот».
- Награждён орденом Красной Звезды, медалями «За отвагу», «За взятие Будапешта», «За победу над Германией в Великой Отечественной войне 1941—1945 гг.», «За трудовую доблесть» и другими.